# Magnus Horrebow
Magnus Horrebow, född den 21 mars 1763 i Köpenhamn, död där den 28 maj 1796, var en dansk läkare, son till Christian Horrebow, bror till Otto Horrebow. 
Horrebow tog 1791 medicinsk examen och följande år doktorsgraden med en Disputatio anathomiæ physiologiæ pathologiæ de oculo humano ejusqve morbis (1792). 1794 blev han vikarie för Christen Friis Rottbøll och extra ordinarie professor, men de stora förhoppningar, man knöt till honom som vetenskapsman (inom ämnet anatomi) och lärare, brast genom hans tidiga död.